# أسيمة يوسف
أسيمة يوسف (ولدت في 7 أغسطس 1969) ممثلة ومدبلجة سورية.

## عن حياتها
لها العديد من الأعمال التلفزيونية والسينمائية والمسرحية بالإضافة إلى الدوبلاج شاركت بعدد من الأعمال المسرحية منها:"أواكس" و"سفربرلك" و"الفطور الطيبة" و"أغنية القمر" و"كاريكاتور" و"نور العيون". عرفت للجمهور العريض عبر الشاشة الصغيرة إذ شاركت ببطولة عدد من الأعمال، منها:"سفر" و"الثعبان" و"صرخة ليل طويل" و"الأيدي الخفية" و"الخيزران" و"نبع الحب" و"سهرة الخطيبة" و"سهرة تحليل خاطئ" و"مهمة الخال" و"غير مخصص للبيع" و"حمام القيشاني.

## أعمالها

### المسلسلات
- في حضرة الغياب (2011)
- شيفون (2011)
- تحت سماء الوطن (2013)
- نسمات أيلول (2025)

### الدوبلاج
- (إيداتين جمب) - ورد وأم سليم
- (الصياد الجريء) - ساري
- (الثابتون) - والدة مورا
- مغامرات نغم
- الصياد - سولتي
- منصور / كوثر - (ابطال الكرة ج1)
- نديم / سمراء / كوثر - (ابطال الكرة ج2)
- منصور ونرجس ووردة (أكملت دور الشخصيات بعد كريستين شحود) - (ابطال الكرة ج4)
- سهير - (صبايا)
- رانيا - منيرة - (رنين الجواهر ج2)
- كاميرا - (الحديقة السرية)
- بي بليد - كارل
- يوي / الراوية - (السراب)
- فوكو - (شعلة ريكا)
- أنتيغرا - (الصياد)
- أنا وأخي (علاء-وليد-ريما-معلمة وسيم)
- سايا - (بلاك كات)
- الأجنحة الصينية
- ساكورا - (ساكورا)
- السيف والرقعة الحاسمة - (يونغ)
- أحلام تيمي - (واندا، والدة تيمي)
- بينسون الوحش اللطيف - (واندا، والدة تيمي)
- فرح - (نجمة الطبخ)
- سيمون - (مونستر هنتر)
- يورا - (انيوشا)
- بوتان (الضحك تحت السحاب)
- تسونادي (ناروتو)
- سوزي - (ايميلي)
- اوزن - (صنع في الهاوية)
- (بلاك كات) - أم ايف والخادمة في النزل
- سندريلا - (سندريلا)
- غون - القناص (الصوت الثاني)
- بلازينغ تينس - ميني
- موموكا - (الملازم كيرو)
- التفاح الحرام - شخصية إندر
- أسرار البيوت- سونجول
- الصيف الاخير- سراب
- إخوتي- نبهات
- أنت محبوبي- هينا
- حياة قلبي- سانجانا
- هيتي فيذر - الصوت الثاني بعد أميرة حديفي ج3-4-5

## وصلات خارجية
- أسيمة يوسف على موقع قاعدة بيانات الأفلام العربية